# Nhím tai dài Châu Âu
Nhím tai dài châu Âu, tên khoa học Hemiechinus auritus, là một loài động vật có vú trong họ Erinaceidae, bộ Erinaceomorpha. Loài này được Gmelin mô tả năm 1770.

## Hình ảnh

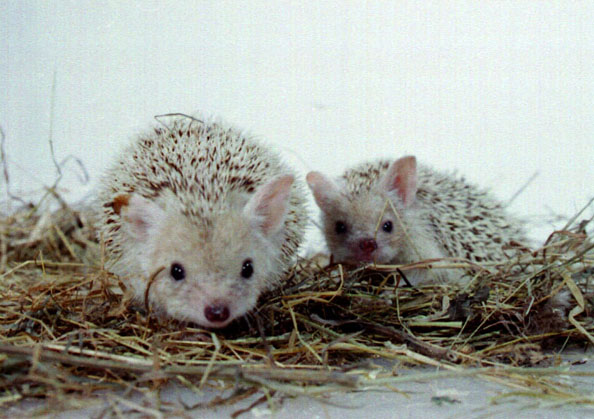
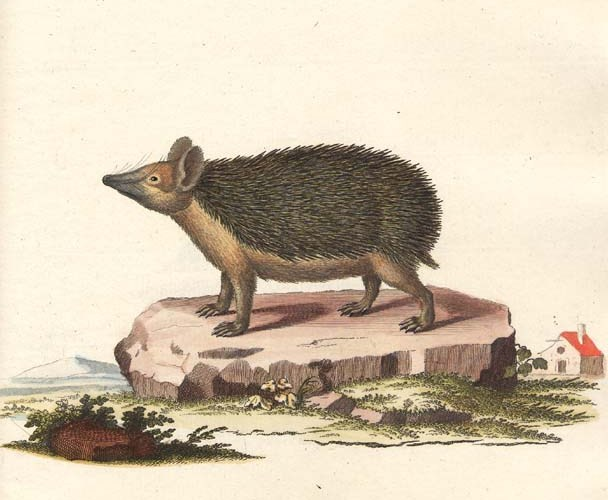
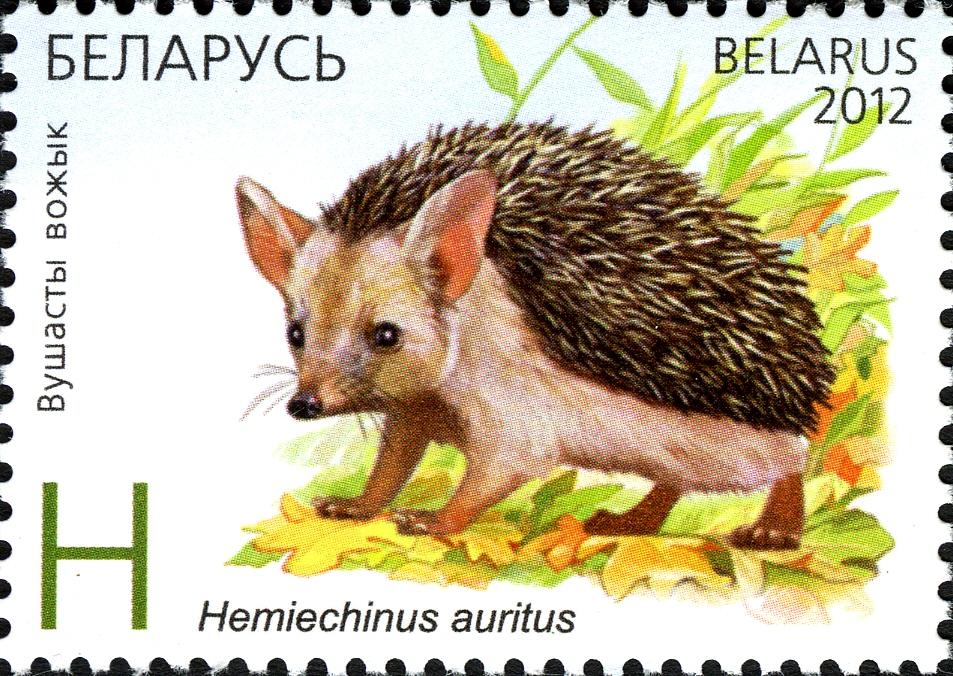
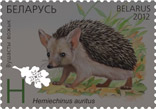